# Inframan - L'altra dimensione
Inframan - L'altra dimensione  è un film del 1975 diretto da Hua Shan.
Ispirato da Ultraman e Kamen Rider, il film simil-tokusatsu di supereroi realizzato dagli Shaw Brothers Studios a Hong Kong, mostra un eroe trasformabile che combatte mostri usando superpoteri e arti marziali.
È stato il primo film di supereroi cinese. È stato scritto da Ni Kuang e prodotto Runme Shaw con la cinematografia di Tadashi Nishimoto. La colonna sonora contiene brani musicali da Ultraseven e Mirrorman e i costumi sono stati realizzati dalla giapponese Ekisu Productions, che aveva lavorato per molte serie tokusatsu della Toei nello stesso periodo. Il protagonista e eroe del film è interpretato da Danny Lee.